# Technomyrmex setosus
Technomyrmex setosus is een mierensoort uit de onderfamilie van de Dolichoderinae. De wetenschappelijke naam van de soort is voor het eerst geldig gepubliceerd in 1985 door Collingwood.